# Калішани (Великопольське воєводство)
Калішани (пол. Kaliszany, нім. Kalischan) — село в Польщі, у гміні Вонґровець Вонґровецького повіту Великопольського воєводства.
Населення — 240 осіб (2011).
У 1975-1998 роках село належало до Пільського воєводства.

## Демографія
Демографічна структура станом на 31 березня 2011 року:
|          | Загалом | Допрацездатний вік | Працездатний вік | Постпрацездатний вік |
| -------- | ------- | ------------------ | ---------------- | -------------------- |
| Чоловіки | 122     | 27                 | 86               | 9                    |
| Жінки    | 118     | 39                 | 60               | 19                   |
| Разом    | 240     | 66                 | 146              | 28                   |